# Robert Leeson
Pour les articles homonymes, voir Leeson.
Robert Arthur Leeson, né le 31 mars 1928 à Barnton dans le Cheshire et mort le 29 septembre 2013 (à 85 ans), est un écrivain britannique de livres pour la jeunesse. Au cours d'une carrière prolifique, il est l'auteur de 70 ouvrages, publiés entre 1973 et 2003. Dans les années 1980, il contribue au succès de la série télévisée Grange Hill en publiant cinq romans inspirés des personnages.

## Biographie
Natif de Barnton, il est le benjamin d'une famille de quatre enfants. Très tôt, il se passionne pour l'écriture et travaille pour un journal local avant d'être mobilisé pour son service national, qui l'amène à voyager en Égypte. Après sa démobilisation, il intègre la rédaction du Daily Worker, (qui est rebaptisé le Morning Star en 1966), poussé par un engagement marqué à gauche.
Il réalise son rêve de devenir un écrivain à temps plein dans les années 1970, se livrant à des études de l'histoire syndicale et écrivant de nombreux ouvrages pour la jeunesse, dont plusieurs romans historiques, comme Maroon Boy (1974),  The Third Class Genie (1975), ou de science-fiction, comme les séries Time Rope (1986) et Zania Experiment (1993). Il écrit aussi des romans assimilables au mouvement du Réalisme socialiste, comme  It's My Life (1990) et à la comédie avec Silver's Revenge (1978), suite de L'Île au trésor de Robert Louis Stevenson. Robert est aussi l'auteur d'une série de romans inspirés des personnages de la série télévisée Grange Hill, dont le premier s'intitule Grange Hill Rules, OK?, publié en 1980.
Il est élu président de la Writer's Guild de 1985 à 1986 et remporte le Eleonor Farjeon Award for Services to Children and Literature en 1985.
Pendant 30 ans, il visite les écoles, bibliothèques et centres communautaires à travers le Royaume-Uni pour aider les enfants à développer leur créativité littéraire et organise des séances de contes.
Robert Leeson continue d'écrire jusqu'à la fin de sa vie, auto-publiant des recueils de poèmes illustrés par sa femme Gunvor, d'origine norvégienne, qu'il rencontre à Budapest en 1952 et qu'il épouse deux ans plus tard, à Oslo. De leur union, naissent deux enfants, Fred et Christine.
Il meurt le 29 septembre 2013, âgé de 85 ans.

## Œuvres
- United We Stand (1971)
- Strike (1973)
- Beyond the Dragon Prow (1973)
- Maroon Boy (1974)
- The Third Class Genie (1975)
- Children's Books and Class Society (1977)
- The White Horse (1977)
- The Cimaroons (1978)
- Challenge in the Dark (1978)
- Silver's Revenge (1978)
- Travelling Brothers (1979)
- It's My Life (1980)
- Harold and Bella, Jammy and Me (1980)
- Grange Hill Rules OK? (1980)
- Grange Hill Goes Wild (1980)
- Grange Hill for Sale (1981)
- Grange Hill Home and Away (1982)
- Forty Days of Tucker J. (1983)
- Bess (1983)
- Candy for King (1983)
- The People's Dream (1983)
- Mum and Dad's Big Business (1983)
- Genie on the Loose (1984)
- The Adventures of Baxter and Co. (1984)
- Reading and Righting: The Past, Present and Future of Fiction for the young (1985)
- Time Rope (1986)
- Wheel of Danger (1986)
- At War With Tomorrow (1986)
- Three Against the World (1986)
- The Metro Gangs Attack (1986)
- The Reversible Giant (1986)
- Slambash Wangs of a Compo Gormer (1987)
- Never Kiss Frogs (1988)
- Burper (1989)
- How Alice Saved Captain Miracle (1989)
- Hey Robin (1989)
- Right Royal Kidnap (1990)
- Jan Alone (1990)
- Fire on the Cloud (1991)
- Coming Home (1991)
- One Frog Too Many (1991)
- Pancake Pickle (1991)
- Landing in Cloud Valley (1991)
- April Fool at Hob Lane School (1991)
- Never Kiss Frogs (1992)
- No Sleep for Hob Lane (1993)
- Karlo's Tale (1993)
- Hide And Seek (1993)
- The Last Genie (1993)
- Ghosts at Hob Lane (1993)
- Smart Girls (1993)
- Deadline (1993)
- Danger Trail (1993)
- Blast Off! (1993)
- The Dog Who Changed the World (1994)
- The Story of Robin Hood (1994)
- Swapper (1994)
- All the Gold in the World (1995)
- Red, White and Blue (1995)
- The Amazing Adventures of Idle Jack (1995)
- Smart Girls Forever (1996)
- Lucky Lad! (1997)
- Doomwater (1997)
- Geraldine Gets Lucky (1997)
- Tom's Private War (1998)
- Trwco (1998)
- Why's the Cow on the Roof? (1999)
- Liar (1999)
- The Song of Arthur (2000)
- Ruth (2000)
- My sister Shahrazad: Tales from the Arabian Nights (2001)
- Tom's War Patrol (2001)
- Tom's War (2003) (Omnibus of Tom's Private War and Tom's War Patrol).
- Partners in Crime (2003)
- Onda, Wind-Rider (2003)

## Prix et distinctions
- 1990 : (international) « Honour List »[4] de l' IBBY pour Slambash Wangs of a Compo Gormer